# Tachina albidopilosa
Tachina albidopilosa är en tvåvingeart som först beskrevs av Josef Aloizievitsch Portschinsky 1882.  Tachina albidopilosa ingår i släktet Tachina och familjen parasitflugor. Inga underarter finns listade i Catalogue of Life.